# FNS番組対抗オールスター春秋の祭典
『FNS番組対抗オールスター春秋の祭典』（えふえぬえすばんぐみたいこう おーるすたーはるあきのさいてん）は、フジテレビ系列で2017年（平成29年）10月2日から2020年（令和2年）3月28日まで放送されていたバラエティ番組。略称は「春祭・秋祭」。

## 概要
フジテレビ系列で放送されている人気のレギュラー番組・新番組・特別番組の出演者が一堂に会する特別番組。
フジテレビの春・秋の改編期に放送される番組対抗スペシャルとしては、『オールスター春秋の祭典スペシャル』（1967年春 - 1982年春）、『FNS番組対抗!なるほど!ザ・春秋の祭典スペシャル』（1983年春 - 1995年秋）、『FNS超テレビの祭典』（1996年）、『FNS番組対抗!春秋の祭典スペシャル』（1997年春 - 2000年秋）、『笑っていいとも!春秋の祭典スペシャル』（2001年春 - 2009年秋）、『夜の笑っていいとも!春・秋のドラマ特大号』（2010年春 - 2011年春）、『タモリ・中居のドラマチック・リビングルーム』（2011年秋 - 2012年秋）、『さんまの番組向上委員会』（2017年春）の後継番組である。
第1回（2017秋の祭典）から第4回（2019春の祭典）までは『FNS番組対抗 オールスター春・秋の祭典 目利き王決定戦』（ - めききんぐけっていせん）のタイトルで放送。
当番組の開始によって、『笑っていいとも!春・秋の祭典スペシャル』終了以来途絶えていた『FNS番組対抗!春秋の祭典スペシャル』シリーズが8年ぶりに復活した。
また、この番組では以前の祭典スペシャルとは異なり、フジテレビ系列のテレビ番組に限らず、映画の出演者も出演する場合がある。
第2回（2018春の祭典）では番組内でNG特集コーナーが放送され、そこからクイズが出題された。そのコーナーでは、フジテレビ系ドラマや映画のNGシーン、ニュース番組やFNS系列局のハプニング集等が放送された。『草彅剛のがんばった大賞』終了から2年ぶりに、NG大賞から続くフジテレビ伝統のNG特集が復活したことになる。
第3回（2018秋の祭典）から第5回（2019秋の祭典）は生放送だった。生放送の祭典は、『笑っていいとも!2009秋の祭典スペシャル』以来9年ぶり。第4回（2019春の祭典）では放送日当日に発表された新元号「令和」に関する問題を出題したほか、アニメ『ONE PIECE』のモンキー・D・ルフィたち「麦わら海賊団」が進行役を担当した。
第5回（2019秋の祭典）はこれまでの月曜日放送から放送曜日を改めて、初めて木曜日に生放送された。タイトルも『FNSオールスター秋の祭典 新ドラマ対抗“生”クイズバトル! メジャーランド』に改題され、番組内容やスタジオセットもリニューアルされた。
第6回は初めて土曜日に放送され、タイトルも『豪華俳優が本気で食べたいグルメ争奪戦! FNS春の祭典2020』に再改題。番組内容やスタジオセットも再度リニューアルのうえ、第2回以来の全編事前収録となった。この2020春の祭典を最後に『FNS番組対抗!オールスター春秋の祭典スペシャル』は事実上終了となった。
2020年秋から当番組は放送されず、代わりにNG集番組の『FNSドラマ対抗 お宝映像アワード』が放送されている。また、2022年春からは当番組終了以来2年ぶりに、番組対抗スペシャルである『タイムリミットバトル ボカーン!』が放送される（前述の『お宝映像アワード』も継続）。

## 放送リスト
| 放送回                                | 放送日         | 放送曜日 | 放送時間（JST） | 番組タイトル                                                         | 参加番組 | 総合優勝                 | 備考 |
| ------------------------------------- | -------------- | -------- | --------------- | -------------------------------------------------------------------- | --- | ------------------------ | --- |
| 第1回                                 | 2017年 10月2日 | 月曜日   | 21:00 - 23:28   | FNS番組対抗 オールスター春／秋の祭典 目利き王決定戦                  | 『民衆の敵』 『明日の約束』 『刑事ゆがみ』 『さくらの親子丼』 『映画ミックス。』                                                                                            | 『明日の約束』           | |
| 第2回                                 | 2018年 4月2日  | 月曜日   | 19:00 - 23:34   | FNS番組対抗 オールスター春／秋の祭典 目利き王決定戦                  | 『コンフィデンスマンJP』 『シグナル 長期未解決事件捜査班』 『モンテ・クリスト伯 -華麗なる復讐-』 『いつまでも白い羽根』 『黒井戸殺し』 『新バラエティ番組合同チーム』       | 『コンフィデンスマンJP』 | 北海道文化放送・岩手めんこいテレビ・仙台放送・さくらんぼテレビ・新潟総合テレビ・石川テレビ・福井テレビ・東海テレビ・関西テレビ・テレビ新広島・テレビ愛媛・高知さんさんテレビ・テレビ西日本・サガテレビ・テレビ長崎・テレビ熊本・沖縄テレビは23:28飛び降り。 エンディングまで放送したのはフジテレビ・秋田テレビ・福島テレビ・長野放送・テレビ静岡・富山テレビ・山陰中央テレビ・岡山放送・鹿児島テレビ・テレビ大分の10局となった。 |
| 第3回                                 | 2018年 10月1日 | 月曜日   | 20:00 - 22:54   | FNS番組対抗 オールスター春／秋の祭典 目利き王決定戦                  | 『SUITS/スーツ』 『僕らは奇跡でできている』 『黄昏流星群』 『結婚相手は抽選で』 『直撃LIVE グッディ!』 『超逆境クイズバトル!! 99人の壁』                                    | 『黄昏流星群』           | 生放送。 北海道文化放送・岩手めんこいテレビ・仙台放送・秋田テレビ・さくらんぼテレビ・新潟総合テレビ・石川テレビ・福井テレビ・テレビ静岡・東海テレビ・関西テレビ・岡山放送・テレビ新広島・テレビ愛媛・高知さんさんテレビ・サガテレビ・テレビ長崎・テレビ熊本・沖縄テレビは22:48に飛び降り。 エンディングまで放送したのはフジテレビ・福島テレビ・長野放送・富山テレビ・山陰中央テレビ・鹿児島テレビ・テレビ大分の7局となった。     |
| 第4回                                 | 2019年 4月1日  | 月曜日   | 19:00 - 22:48   | FNS番組対抗 オールスター春／秋の祭典 目利き王決定戦                  | 『ラジエーションハウス〜放射線科の診断レポート〜』 『パーフェクトワールド』 『ストロベリーナイト・サーガ』 『ミラー・ツインズ』 映画『コンフィデンスマンJP』 『アオハルTV』 | 『ミラーツインズ』       | 生放送。 一部地域は22:42に飛び降り。 |
| 第5回                                 | 2019年 10月3日 | 木曜日   | 19:57 - 23:34   | FNSオールスター秋の祭典 新ドラマ対抗“生”クイズバトル! メジャーランド | 『シャーロック』 『まだ結婚できない男』 『モトカレマニア』 『リカ』 映画『空の青さを知る人よ』                                                                              | 『シャーロック』         | 生放送。 一部地域は23:28に飛び降り。 |
| 第6回                                 | 2020年 3月28日 | 土曜日   | 18:30 - 21:00   | 豪華俳優が本気で食べたいグルメ争奪戦! FNS春の祭典2020                | 『SUITS/スーツ2』 『竜の道 二つの顔の復讐者』 『アンサング・シンデレラ 病院薬剤師の処方箋』 『隕石家族』 映画『一度死んでみた』                                             | 『隕石家族』             | 一部地域は19:00飛び乗り。 |
| （2020年FNS春の祭典をもって放送終了） |                |          |                 |                                                                      | |                          | |

## 出演者
MC
- 坂上忍
- ウエンツ瑛士（2018春まで）[注 2]

進行
- 山﨑夕貴（フジテレビアナウンサー）
- 榎並大二郎（フジテレビアナウンサー・2018秋より）
- モンキー・D・ルフィ（『ONE PIECE』より。声 - 田中真弓）
- ガチャピン（2019年秋）
- ムック（2019年秋）

ナレーション
- 真地勇志（第3回まで[注 3]）
- 伊藤利尋（フジテレビアナウンサー、第2,4,5回）
- 佐野瑞樹（フジテレビアナウンサー、第4回）
- 牧原俊幸（第5回）
- バッキー木場（第6回）

## 参加チーム
2017秋
- 月9『民衆の敵』チーム：篠原涼子、高橋一生、石田ゆり子
助っ人芸人：ANZEN漫才（みやぞん、あらぽん）
- 火9（関西テレビ制作）『明日の約束』チーム：井上真央、及川光博、仲間由紀恵
助っ人芸人：スピードワゴン（井戸田潤、小沢一敬）
- 木曜劇場『刑事ゆがみ』チーム：浅野忠信、神木隆之介、稲森いずみ
助っ人芸人：尼神インター（誠子、渚）
- オトナの土ドラ（東海テレビ制作）『さくらの親子丼』チーム：真矢ミキ、本仮屋ユイカ、塚田僚一（A.B.C-Z）
助っ人芸人：パンサー（菅良太郎、向井慧、尾形貴弘）
- 映画『ミックス。』チーム：新垣結衣、瑛太、永野芽郁 
助っ人芸人：よゐこ（濱口優、有野晋哉）

2018春
- 月9『コンフィデンスマンJP』チーム：長澤まさみ、東出昌大、小日向文世
 助っ人芸人：トレンディエンジェル（斎藤司、たかし）
- 火9（関西テレビ制作）『シグナル長期未解決事件捜査班』チーム：坂口健太郎、北村一輝、池田鉄洋
助っ人芸人：黒沢かずこ（森三中）、椿鬼奴
- 木曜劇場『モンテ・クリスト伯-華麗なる復讐-』チーム：ディーン・フジオカ、大倉忠義（関ジャニ∞）、山本美月、新井浩文、高橋克典
助っ人芸人：アンガールズ（山根良顕、田中卓志）
- オトナの土ドラ（東海テレビ制作）『いつまでも白い羽根』チーム：新川優愛、伊藤沙莉、加藤雅也
助っ人芸人：カミナリ（竹内まなぶ、石田たくみ）
- 三谷幸喜SPドラマ『黒井戸殺し』チーム：遠藤憲一、斉藤由貴、秋元才加
助っ人芸人：平成ノブシコブシ（吉村崇、徳井健太）
- 新バラエティ番組合同チーム[注 4]：東野幸治、梅沢富美男、林修[注 5]
助っ人芸人：小峠英二（バイきんぐ）、ノブ（千鳥）[注 6]

2018年秋
- 月9『SUITS/スーツ』チーム：織田裕二、中島裕翔（Hey! Say! JUMP）、新木優子、中村アン、鈴木保奈美、小手伸也
- 火9（関西テレビ制作）『僕らは奇跡でできている』チーム：高橋一生、榮倉奈々、要潤、西畑大吾（関西ジャニーズJr.）、児嶋一哉（アンジャッシュ）、戸田恵子
- 木曜劇場『黄昏流星群』チーム：佐々木蔵之介、中山美穂、藤井流星（ジャニーズWEST）、増田英彦（ますだおかだ）、黒木瞳
- オトナの土ドラ（東海テレビ制作）『結婚相手は抽選で』チーム：野村周平、高梨臨、佐津川愛美
助っ人芸人：平成ノブシコブシ（吉村崇、徳井健太）
- 『直撃LIVE グッティ!』チーム：安藤優子、高橋克実、三田友梨佳（フジテレビアナウンサー）、トレンディエンジェル（斎藤司[注 7]、たかし）
- 『超逆境クイズバトル!! 99人の壁』チーム：佐藤二朗、いとうあさこ、小峠英二（バイきんぐ）、ガンバレルーヤ（まひる、よしこ）

2019春
- 月9『ラジエーションハウス〜放射線科の診断レポート〜』チーム：窪田正孝、本田翼、遠藤憲一、広瀬アリス、山口紗弥加、浅野和之
助っ人芸人：平成ノブシコブシ（吉村崇、徳井健太）
- 火9（関西テレビ制作）『パーフェクトワールド』チーム：松坂桃李、山本美月、瀬戸康史、松重豊、木村祐一、松村北斗（SixTONES / ジャニーズJr.）
助っ人芸人：ミキ（亜生、昴生）
- 木曜劇場『ストロベリーナイト・サーガ』チーム：二階堂ふみ、亀梨和也（KAT-TUN）、江口洋介、宍戸開、今野浩喜、岡田浩暉
助っ人芸人：銀シャリ（鰻和弘、橋本直）
- オトナの土ドラ（東海テレビ制作）『ミラー・ツインズ』チーム：藤ヶ谷太輔（Kis-My-Ft2）、倉科カナ、高橋克典、石黒賢、濱津隆之、武田梨奈
助っ人芸人：霜降り明星（せいや、粗品）
- 映画『コンフィデンスマンJP』チーム：長澤まさみ、東出昌大、小日向文世[注 8]、織田梨沙
助っ人芸人：トレンディエンジェル（斎藤司、たかし）
- 『アオハルTV』チーム[注 9]：ヒロミ、佐藤勝利・菊池風磨（Sexy Zone）、ビビる大木
助っ人芸人：ガンバレルーヤ（まひる、よしこ）

2019年秋
- 月9『シャーロック』チーム：ディーン・フジオカ、岩田剛典（三代目 J SOUL BROTHERS from EXILE TRIBE）、佐々木蔵之介
助っ人芸人：霜降り明星（せいや、粗品）
- 火9（関西テレビ制作）『まだ結婚できない男』チーム：阿部寛、吉田羊、深川麻衣、塚本高史、稲森いずみ
助っ人芸人：ゆりやんレトリィバァ
- 木10『モトカレマニア』チーム：新木優子、高良健吾、浜野謙太、よしこ（ガンバレルーヤ）、山口紗弥加
助っ人芸人：まひる（ガンバレルーヤ）
- オトナの土ドラ（東海テレビ制作）『リカ』チーム：高岡早紀、小池徹平、大谷亮平
助っ人芸人：ジャングルポケット（斉藤慎二、おたけ、太田博久）
- 映画『空の青さを知る人よ』チーム：吉沢亮、吉岡里帆、落合福嗣
助っ人芸人：トレンディエンジェル（斎藤司、たかし）

2020年春
- 月9『SUITS/スーツ2』チーム：織田裕二、中島裕翔（Hey! Say! JUMP）、新木優子、中村アン、小手伸也、鈴木保奈美
- 火9（関西テレビ制作）『竜の道 二つの顔の復讐者』チーム：玉木宏、高橋一生、松本穂香、細田善彦、今野浩喜、渡辺邦斗、松本まりか
- 木10『アンサング・シンデレラ 病院薬剤師の処方箋』チーム：石原さとみ、西野七瀬、清原翔、桜井ユキ、真矢ミキ、田中圭
- オトナの土ドラ（東海テレビ制作）『隕石家族』チーム：羽田美智子、泉里香、中村俊介、天野ひろゆき（キャイ〜ン）
- 映画『一度死んでみた』チーム：広瀬すず、小澤征悦、木村多江、加藤諒、真壁刀義
- コーナープレゼンター：EXIT、チョコレートプラネット、バイきんぐ、ミキ

## ネット局
| 放送対象地域   | 放送局                                                                 | 系列                                         |
| -------------- | ---------------------------------------------------------------------- | -------------------------------------------- |
| 関東広域圏     | フジテレビ (CX) 『FNS番組対抗!オールスター春秋の祭典スペシャル』制作局 | フジテレビ系列                               |
| 北海道         | 北海道文化放送 (UHB)                                                   | フジテレビ系列                               |
| 岩手県         | 岩手めんこいテレビ (mit)                                               | フジテレビ系列                               |
| 宮城県         | 仙台放送 (OX)                                                          | フジテレビ系列                               |
| 秋田県         | 秋田テレビ (AKT)                                                       | フジテレビ系列                               |
| 山形県         | さくらんぼテレビ (SAY)                                                 | フジテレビ系列                               |
| 福島県         | 福島テレビ (FTV)                                                       | フジテレビ系列                               |
| 新潟県         | 新潟総合テレビ (NST)                                                   | フジテレビ系列                               |
| 長野県         | 長野放送 (NBS)                                                         | フジテレビ系列                               |
| 静岡県         | テレビ静岡 (SUT)                                                       | フジテレビ系列                               |
| 富山県         | 富山テレビ (BBT)                                                       | フジテレビ系列                               |
| 石川県         | 石川テレビ (ITC)                                                       | フジテレビ系列                               |
| 福井県         | 福井テレビ (FTB)                                                       | フジテレビ系列                               |
| 中京広域圏     | 東海テレビ (THK) オトナの土ドラ制作局                                  | フジテレビ系列                               |
| 近畿広域圏     | 関西テレビ(KTV) 火9ドラマ制作局                                        | フジテレビ系列                               |
| 島根県・鳥取県 | 山陰中央テレビ (TSK)                                                   | フジテレビ系列                               |
| 岡山県・香川県 | 岡山放送 (OHK)                                                         | フジテレビ系列                               |
| 広島県         | テレビ新広島 (TSS)                                                     | フジテレビ系列                               |
| 愛媛県         | テレビ愛媛 (EBC)                                                       | フジテレビ系列                               |
| 高知県         | 高知さんさんテレビ (KSS)                                               | フジテレビ系列                               |
| 福岡県         | テレビ西日本 (TNC)                                                     | フジテレビ系列                               |
| 佐賀県         | サガテレビ (STS)                                                       | フジテレビ系列                               |
| 長崎県         | テレビ長崎 (KTN)                                                       | フジテレビ系列                               |
| 熊本県         | テレビ熊本 (TKU)                                                       | フジテレビ系列                               |
| 鹿児島県       | 鹿児島テレビ (KTS)                                                     | フジテレビ系列                               |
| 沖縄県         | 沖縄テレビ (OTV)                                                       | フジテレビ系列                               |
| 大分県         | テレビ大分 (TOS)                                                       | フジテレビ系列 日本テレビ系列                |
| 宮崎県         | テレビ宮崎 (UMK)                                                       | フジテレビ系列 日本テレビ系列 テレビ朝日系列 |

- 第2回の春祭以降一部地域ではフジテレビの放送終了6分前に飛び降りとなる。

関西テレビと東海テレビに関する備考
- 第2回の春祭以降、関東と一部地域のみのローカルパートにて優勝チームのみor全チーム参加のボーナスゲームに挑戦する。その際火9ドラマ（関西テレビ）orオトナの土ドラ（東海テレビ）のどちらかが優勝したとしても局の都合によりボーナスゲーム部分は非ネットとなる（飛び降りずにそのまま放送する場合もある）[注 12]。

クロスネット局に関する備考
- 第4回の春祭までは月曜日に放送されていたため、テレビ大分・テレビ宮崎ともに未ネットだったが、第5回の秋祭は木曜日だったため、テレビ大分とテレビ宮崎でも生放送された（両局とも22:42飛び降り）。第6回の春祭は土曜日のため、テレビ大分では非ネットとなった。

## スタッフ
第6回
- 企画プロデュース：出口敬生（第2回-、第1回は総合演出）
- 制作統括：石塚大志（第5回-）
- 構成：とちぼり元、藤井靖大、カツオ、石毛義明（とちぼり・藤井→第4回-、カツオ→第1-4,6回、石毛→第6回）
- 美術プロデュース：平井秀樹
- 美術デザイン：西出光豊（第6回、第5回はデザイン）
- アートコーディネーター：内山高太郎（第2回までは美術進行）
- 大道具：藤沢和雄（第5回）
- 小道具（第4回以来）：門間誠（第6回）
- アクリル装飾：高橋瞳
- 幕装飾（第4回以来）：西村怜子（第1-4,6回、第5回は装飾）
- アートフレーム：石井智之（第5回-）
- 電飾：後藤佑介（第6回、第5回は特殊装置）
- 植木装置（第6回）：後藤健（第6回）
- 特殊装置（第5回）：菅谷守（第6回、第4,5回は特殊効果）
- TP（第6回）：馬場義土（第6回）
- TD：長田崇（第3回はTP、第4回は技術プロデュース）
- SW（第3回以来）：長尾康平（第6回）
- CAM：大野勝之（第3回-）、伴野匡
- AUD：鈴木岳登（第6回）
- PA（第6回）：山崎源太（第6回）
- VE：野瀬かおり（第1,3回-）
- スロー（第6回）：平岩沙織（第6回）
- 照明：小熊豊（第5回-）
- マルチ（第4回-）：佐々木亮（第4回-）、鈴木豊（第5回-）
- タイトルデザイン（第6回）：三原由貴（第6回）
- CG（第4回以来）：秋里直樹（第1-4,6回）
- EED：多田兼悟（第6回）
- MA：片桐麻莉子（第6回）
- 音響効果：矢部公英、飯塚優也（第2回-）、千谷智洋（第6回）
- メイク：山田かつら
- リサーチ：ビスポ（第5回-）
- イラスト（第2回-）：ぴーたん（第4回-）
- 技術協力（第2回-）：共同テレビジョン（共同→第2回までは協力）、ニユーテレス、fmt、サンフォニックス、放映サービス、インターナショナルクリエイティブ、IMAGICA（サン・インター→第3回-、放映→第4回-、IMA→第6回）
- 協力：フジアール、PIXTA（PIX→第5回）、アフロ、Blue Bleuet（共に第6回）
- 『逃走中』パート（第2回・第4回〜）
  - 監修：秋永真吾
  - 構成：鈴木雅貴、廣田勇人、渡邊勇穂、石原大二郎
  - ナレーション：マーク・大喜多
  - 総合演出：庄司裕暁（第2回・第4回・第5回は演出）
  - 演出：瀧澤卓（第2回・第4回・第5回はディレクター）
  - ディレクター：佐藤一輝、萩原正雄、池山喜勇、浅川拓哉（池山・浅川→第6回）
  - プロデューサー：加藤大
  - チーフプロデューサー：飯村徹郎（第4回-）、笹谷隆司（第2,4回-）
- 制作協力：IVSテレビ制作//FCC、LOGIC ENTERTAINMENT（FCC→第2,4回-、LOGIC→第3回-、IVS→第4回-）
- TK：松下絵里（第4回-）
- 制作スタッフ（第4回-）：山田寿美香、井上杏花、伊東風香、比山拓海（全員第6回）
- 制作進行（第4回-）：荻野美樹（第5回-、第4回は制作スタッフ）
- デスク：後藤沙都実、吉永由佳（全員第6回）
- AP：近藤照代（第5回）、笠井彩（第4回-）、石川好子（第4回-）、白木昌平、榎本早希（白木・榎本→第6回）、松本奈緒美（第5回-、第4回は制作スタッフ）
- FD：千頭浩隆（第6回）、渡部一貴（第6回、第5回はディレクター）
- ディレクター：西川竜介（第6回）、林佳祐（第6回）、三浦洋平（第4,6回）、内村貴徳（第6回）、近藤僚祐（第6回）、友岡照吾（第6回、第4回は制作スタッフ）、後閑祐介（第4回-）
- 演出：水沼保和、佐藤宏太郎、青木祐太（水沼→第4回-、佐藤・青木→第6回、青木→第4回はディレクター）
- プロデューサー：山本布美江、佐藤基、渡邊正人、田中慶、倉科知美（山本・倉科→第2回-、佐藤・渡邊・田中→第4回-）
- 総合演出：渡辺将司（第6回、第4,5回は演出）
- 監修：中村秀樹（第4,5回は総合演出）
- チーフプロデューサー：宮崎鉄平（第3回-、第2回はプロデューサー）
- 制作：フジテレビ編成制作局制作センター第二制作室（第4回までは編成局制作センター第二制作室）
- 制作著作：フジテレビ

### 過去のスタッフ
- 制作統括：小仲正重（第3回、第2回まではチーフプロデューサー）
- 構成：デーブ八坂（第3回まで）、しゃーくおかだ（第4回まで）、加藤淳一郎（第4,5回）、高橋邦彦、藤澤朋幸、高橋秀一（共に第5回）
- デザイン：鈴木賢太（第5回まで）
- 大道具：瀬名波康之（第4回まで）
- 小道具（第4回）：乾川太志（第4回）
- 生花装飾：荒川直史（第4回まで）
- 電飾：白鳥雄一（第5回まで）
- 技術プロデュース（第4,5回）：斉藤伸介（第5回、第3回はTD、第4回はSW）
- TD：佐々木信一（第3,4回、第2回まではTP）
- SW：小林知司（第2回まで）、松井光太郎（第3回）
- VE：川崎淳（第2回）
- AUD：高橋敬（第2回まで）、元山拓巳（第3回）、佐藤博隆（第4,5回）
- 照明：宗像徹馬（第4回まで）
- PA：山崎源太（第1回）、野口康之（第2回）、秋野岳夫（第3回）
- リサーチ：高森雄幸（第2回まで）、宇津木陽子（第2,3回）、スコープ（第3回-）、千田真（第4回）
- イラスト（第2回-）：Ever（第2,3回）
- CGプロデューサー：岡本英士（第5回、第4回はCG）
- CG送出：当銀優季（第4,5回、第3回はCGで当鍵名義）
- CGデザイン：小嶋裕士、佐々木優介（共に第5回）
- EED：久世圭子、石垣沙耶加（共に第1回）、坂本貴志（第2回まで）、刈屋綾乃（第3回まで）、相澤太郎、小山龍平（共に第2,3回）、葉柴栄次（第1,4回）、庭林新太（第4回）、小島清隆、小山航平（共に第5回）
- MA：中村貴明、高橋誠一郎（共に第3回まで）、内田昭弘、小田口将史（共に第4,5回）
- 音響効果：西野有彦、坂本洋子（共に第1回）、阿部雄太（第2回まで）、響祐介（第2回）
- 協力：デジデリック（第5回）
- 『逃走中』パート
  - 制作スタッフ：鈴木聡（第4回）、平尾達喜（第5回）
  - ディレクター：水上雄一朗（第2回・第4回・第5回）
  - プロデューサー：大川友也（第1回はプロデューサー）
- 協力：映像：ゲッティ、浅草きんぎょ（共に第3回）
- 制作協力：THE WORKS（第1回）、クリーク・アンド・リバー社（第2回）、D:COMPLEX（第2,3回）、SWITCH（第2-5回）
- TK：高木美紀（第3回まで）、槇加奈子、盛山潮里（共に第4回）、色摩涼、山本舞衣（共に第5回）
- デスク：高橋沙織（第1回）、中谷佳代子（第2-5回）
- AP：江口慧（第1回）、玉井佑実（第4回まで）、開発勇輔、岩崎裕子（共に第2回）、尾台優美、勝又郁乃（共に第3回まで）、森本有紀子、ジョン・ヒョンヨン（共に第3回）、澤井慎幸、杉山剛（共に第4回）、井筒健太（第5回）
- AD：近藤未来（第3回まで）、田端美鈴、佐藤静香、吉田美紀、廣嶋ゆりえ、鈴木安悠花（共に第1回）、近藤勇希、長谷川未咲（第2回まで）、桑崎真輝、大田優梨、田中真梨子、岡本勝、香月潤、日野絢介、萩原卓也（共に第2回）、玉置遼、吉本圭祐（共に第2,3回）、井筒健太、對馬未沙子、村山潔、小林亜美、立川拓磨、高見奈桜、三澤栄仁（共に第3回）
- 制作スタッフ（第4回-）：北島由依（第3回はADで由衣名義）、石鉢智也、森脇翼、山橋由佳（共に第4,5回）、青木香澄、加藤大輝（共に第5回）
- 制作進行（第4回-）：矢﨑ゆうこ（第4回）
- FD：筧大輝（第2回）、川名良和（第5回、フロアーズ）
- ディレクター：渡辺剛、岡田純一、山崎貴博（共に第1回）、瀬津巧、蔡理皓（共に第2回まで）、秋山将慶、石野翔、長久保彰宏、渡部雄平、水野将仁（共に第2回）、深代琢也、久野和洋、永井洋之、山本結城（共に第2,3回）、宮本一繁（第3回まで）、平岩憲和（第3回、第2回は演出）、里永知洋、井上大生（共に第4回）、藤井美音（第5回、第4回は制作スタッフ）、柴山凌（第5回）
- プロデューサー：川島典子（第1回）、原田廣一（第1-5回）、挾間英行、島本亮（共に第2回まで）、岡江美希子、宇和川隆・神原孝、佐久間茂（共に第2回）、神尾昌宏（第2,3回）、五十嵐剛（第2-4回）、坪井貴史（第2,4回）、宮崎孝幸（第3回）
- 演出：大平進士（第2回、第1回はディレクター）、安井章浩（第2-4回）、大楽和也、青木達生（共に第3回）、西川竜介（第4回）、市川貴弘、青柳剛（共に第4,5回）、東隆志（第5回）
- 総合演出：平野彰子（第2,3回、第1回は演出）、多田隆人（第4,5回）